# Province de Phú Thọ
Phú Thọ est une province du Viêt Nam située dans la région de Đông Bắc.

## Administration
La province de Phú Thọ comprend une municipalité Việt Trì, une ville Phú Thọ et 11 districts:
1. District de Cẩm Khê
2. District de Đoan Hùng
3. District de Hạ Hòa
4. District de Lâm Thao
5. District de Phù Ninh
6. District de Tam Nông
7. District de Tân Sơn
8. District de Thanh Ba
9. District de Thanh Sơn
10. District de Thanh Thủy
11. District de Yên Lập